# Ciclo solare (calendario)
Il ciclo solare è l'intervallo di 28 anni, necessario nel calendario giuliano perché la corrispondenza fra giorni dell'anno e giorni della settimana si ripeta esattamente.
Dopo la riforma gregoriana cicli solari successivi si ripetono identici solo se nessuno dei due cicli comprende anni secolari non divisibili per quattro secoli. I cicli che comprendono tali anni (per esempio l'anno 1900 o il 2100) durano un giorno in meno e vengono seguiti da cicli diversi da quelli precedentemente in vigore.

## Calcolo della durata del ciclo
L'anno di 365 giorni è pari a 52 settimane e un giorno, perciò ogni anno il giorno della settimana in cui si verifica il capodanno dovrebbe slittare di un giorno e lo stesso giorno si dovrebbe ripetere dopo sette anni. Ciò non si verifica mai perché nel mezzo si verifica sempre un anno bisestile.
Secondo il calendario giuliano l'anno dura esattamente 365 giorni e 1/4 e, quindi, occorrono 28 anni affinché i 28 quarti si accumulino fino a produrre una settimana e il ciclo possa ripetersi identico.
Secondo il calendario giuliano questi sette giorni si aggiungono uno per volta in occasione degli anni bisestili e, infatti, per completare una settimana occorrono sette cicli quadriennali: 7x4=28 anni. In pratica ogni 29 febbraio cade 5 giorni della settimana dopo il giorno del bisestile precedente (4 giorni perché sono passati 4 anni + uno perché l'anno è bisestile).
Ogni anno del ciclo è individuato da un numero variabile fra 1 e 28, che identifica esattamente una specifica corrispondenza fra giorni della settimana e calendario annuale. Tale numero è chiamato appunto: "numero del ciclo solare". All'interno del ciclo di 28 anni ogni tipo di anno bisestile si presenta una e una sola volta; quelli normali, invece, si presentano tre volte. Le tipologie di anni, quindi, sono solo 14, sette per gli anni normali e altre sette per quelli bisestili, e vengono normalmente indicate con le lettere dominicali. Le tipologie di anno sono molto importanti per la liturgia, in cui le date delle feste mobili, come la Pasqua, dipendono dalla lettera dominicale dell'anno.

## Cicli lunisolari multipli di 28
Alcuni cicli calendariali multipli del ciclo solare sono molto importanti nella ricerca di un perfetto ciclo lunisolare:
- Ciclo di 84 anni (28x3). Questa durata corrisponde alla somma di un ciclo callippico e di una octaeteride. Ogni ciclo di 84 anni riallinea molto bene, anche se non perfettamente, non solo i giorni della settimana, ma anche le posizioni del Sole e della Luna. Fu adottato per circa due secoli dalla chiesa cattolica ed è noto come latercus.
- Ciclo di 112 anni (28x4). Questo ciclo, corrispondente alla somma di un ciclo callippico e di 4 octaeteridi, fu proposto da Ippolito di Roma come ciclo per calendarizzare la Pasqua, ma è meno accurato del precedente.
- Cicli di 532 anni (28x19). È il ciclo che combina il ciclo solare col ciclo metonico e perciò riallinea Sole, Luna e giorno della settimana nel modo più preciso possibile con il calendario giuliano. Fu sviluppato inizialmente ad Alessandria d'Egitto e successivamente adottato anche dalla Chiesa di Roma (a seguito degli studi di Vittorio d'Aquitania) e perciò da tutta la cristianità, ponendo termine temporaneamente alle controversie sulla Pasqua.

## Le correzioni dovute alla riforma gregoriana del calendario
Secondo il calendario gregoriano gli anni secolari non divisibili per quattrocento non sono bisestili e in tale caso occorrerebbe aspettare un altro anno perché il ciclo settimanale si completi. In pratica, invece, la durata del ciclo resta sempre di 28 anni, ma dall'anno secolare eccezionale in poi le caratteristiche del ciclo cambiano, perché i giorni si susseguono come se il primo giorno del ciclo si fosse verificato in un giorno della settimana prima di quello che aveva veramente dato luogo al ciclo. 
La situazione è equivalente ad affermare che quando si verifica un anno secolare che non è bisestile nel calendario gregoriano, occorre saltare 16 anni del ciclo solare giuliano. Quattro cicli quadriennali, infatti, determinano un ritardo di 5x4=20 giorni, che è lo stesso che anticipare di uno il ciclo settimanale (20=3x7-1).

## Il ciclo attuale
Convenzionalmente si considera che il primo ciclo solare sia quello iniziato lunedì primo gennaio dell'anno 9 a.C. Il primo anno del ciclo, quindi, è sempre bisestile (non esiste l'anno "0"!). In realtà nei primi decenni dall'introduzione del calendario giuliano gli anni bisestili non furono sempre inseriti correttamente perciò non c'è certezza che quel giorno fosse considerato un lunedì dai contemporanei. 
Il primo gennaio 2008, quindi, è iniziato il 73° ciclo solare, che terminerà nel 2035. In questo ciclo si avranno sette "29 febbraio" che cadranno nei seguenti giorni:
2008=Venerdì; 
2012=Mercoledì; 
2016=Lunedì; 
2020=Sabato; 
2024=Giovedì; 
2028=Martedì; 
2032=Domenica.
Il primo gennaio del 2008 era un martedì (e non lunedì) perché il calendario gregoriano ha tolto 13 giorni bisestili (10 nel 1582 per rimettersi al passo con l'anno tropico del 312 d.C. e uno per i secoli 1700, 1800 e 1900). Anche i tre cicli successivi inizieranno di martedì. Invece il ciclo del 2120 inizierà nuovamente di lunedì dato che l'anno 2100 non è bisestile.